# 9148 Boriszaitsev
9148 Boriszaitsev este un asteroid din centura principală de asteroizi.

## Descriere
9148 Boriszaitsev este un asteroid din centura principală de asteroizi. A fost descoperit pe 13 martie 1977 la Observatorul de Astrofizică din Crimeea de Nikolai Cernîh. Asteroidul prezintă o orbită caracterizată de o semiaxă mare de 2,23 ua, o excentricitate de 0,16 și o înclinație de 4,8° în raport cu ecliptica.